# イスラエル・ファン・メッケネム
イスラエル・ファン・メッケネム（Israhel van Meckenem、1450年頃-1503年11月10日）は、ドイツの版画家である。同名の版画家、金細工師の父親（Israhel van Meckenem der Ältere: c.1430-after 1466)と区別するために「Israhel van Meckenem der Jüngere」と呼ばれることがある。

## 略歴
銅版画家の父親のイスラエル・ファン・メッケネムはフランドルのメヘレンの出身でヴェストファーレンのボコルト(Bocholt)に工房を開いていた。姓の「ファン・メッケネム」は、父親の一族の出自がラインラントのメッケンハイム(Meckenheim)であることに由来するとされる。
父親や「E.Sの画家」に師事した。主にエングレービングの作品を500点以上制作しており、マルティン・ショーンガウアーやアルブレヒト・デューラーの作品を模した物が多くみられる。版画の出版の仕事もした。

## 作品
- 「モリスカダンス」 エングレービング 1475年ころ
- 「聖グレゴリウスのミサ」

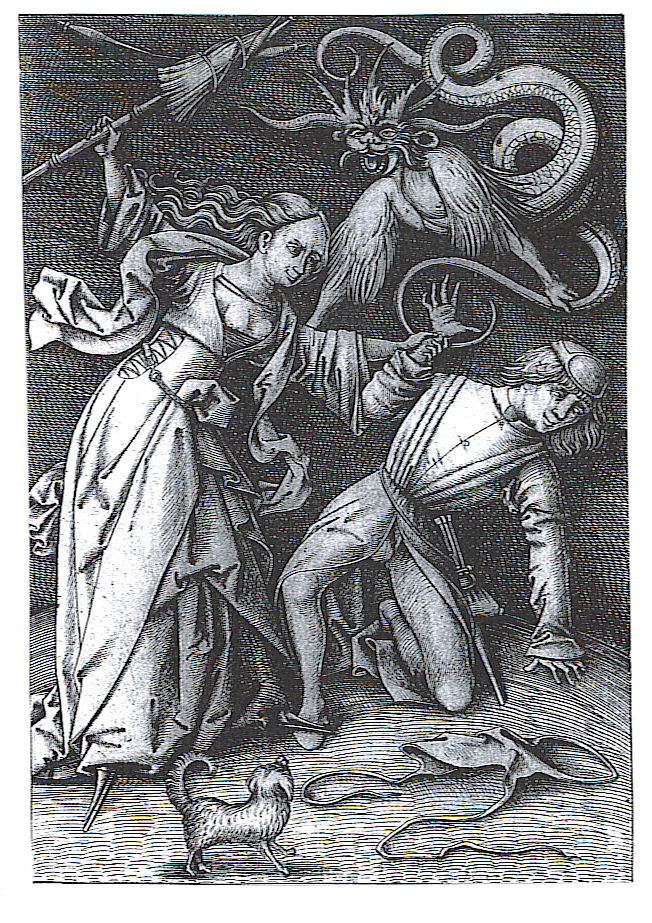
「悪い女」
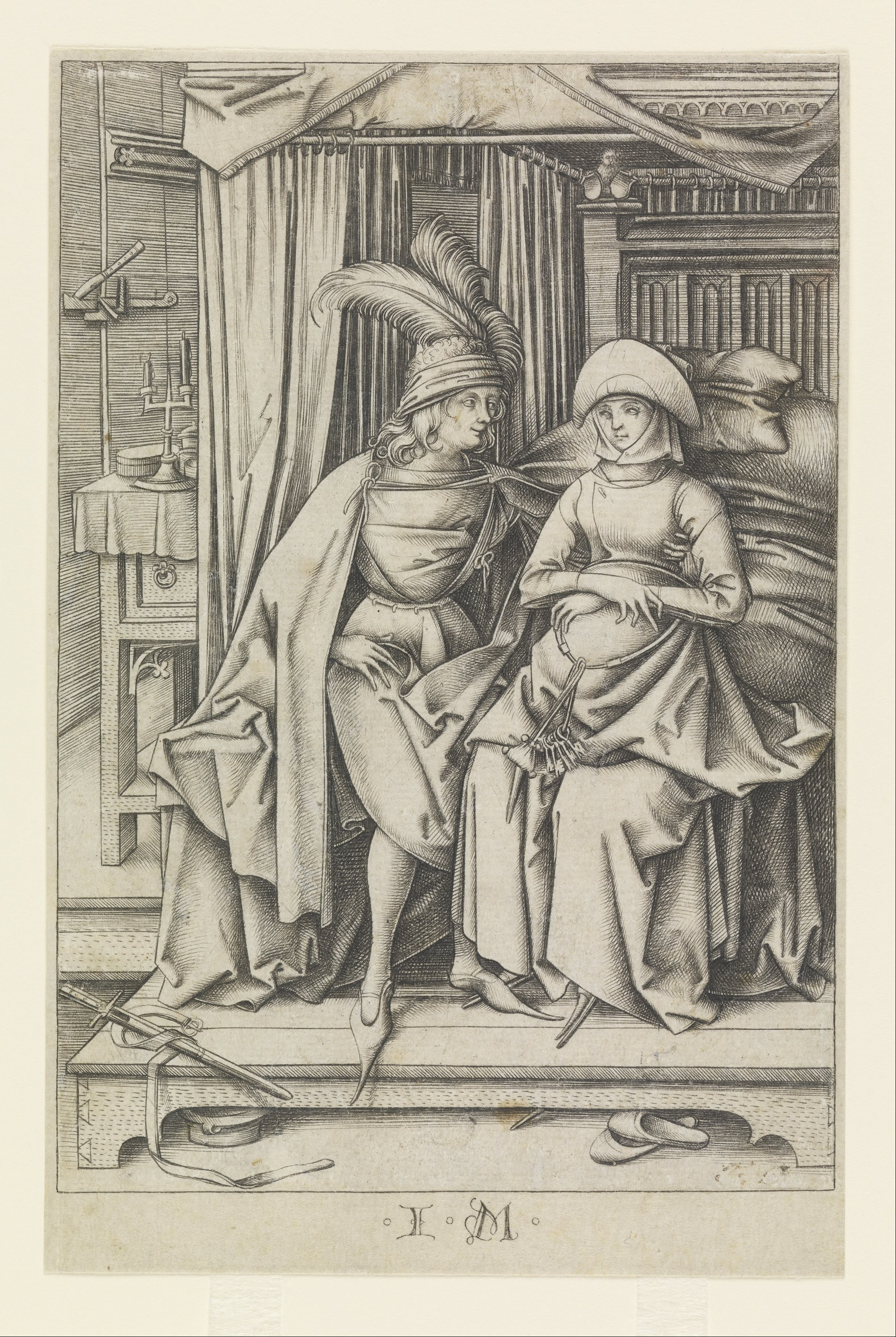
「ベッドに座るカップル」
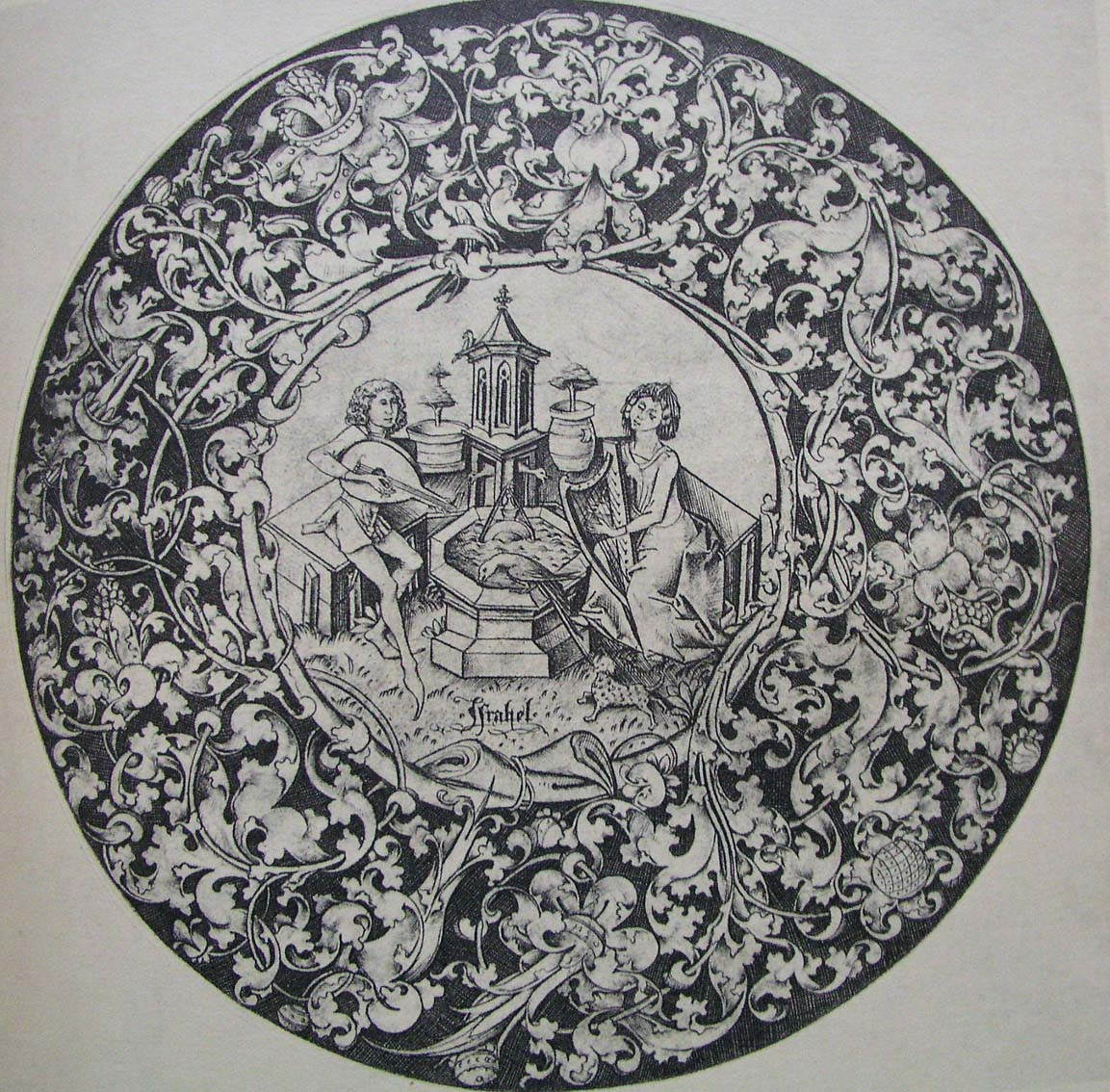